# Вельмо (посёлок)
Вельмо — посёлок в Северо-Енисейском районе Красноярского края России. Расположен на левом берегу реки Вельмо в 75 км от рабочего посёлка Северо-Енисейского и в 560 км к северу от Красноярска.
До 2001 года на уровне муниципального устройства и до 2005 года на уровне административно-территориального устройства был административным центром Вельминского сельсовета.

## Население
| 2010 |
| ---- |
| 124  |